# Australian kelpie
Australian kelpie (även australisk kelpie) är en hundras från Australien som framförallt är vallhund.

## Historik
Kelpien härstammar från olika vallhundar som fördes till Australien av skottar och engelsmän under 1800-talet. Från dessa hundar formades en typ som med outtröttlighet var användbar både på de öppna slätterna och i trånga fållor.
Rasnamnet har kelpien fått efter King's Kelpie, en berömd vallhund på 1870-talet. Kelpie var ett vanligt namn på vallhundar, det kommer från ett gaeliskt ord för vattenande. Den första rasstandarden skrevs 1902, då man fortfarande enbart avlade på vallningsförmågan. 1908 visades rasen på hundutställning i Melbourne för första gången. Fotografier av King's Kelpie visar att typen fortfarande är sig lik.
Det är dock inte den australiska kelpien utan den s.k. working kelpie, som enbart avlas på sina vallegenskaper, som man oftast finner på gårdarna i Australien. Dessa två raser härstammar båda från King's Kelpie, men har blivit två egna raser, då uppfödarna blev oense. Australian kelpie är den kelpien man får ställa ut.
Rasen kom till Sverige 1973.

## Egenskaper
I Sverige har Kelpien visat sig vara en utmärkt allroundhund. Den har också visat sig vara användbar som tjänstehund inom såväl bevakning som räddning.
Typiskt för rasen är dess välvilliga inställning till människor och dess läraktighet, vakenhet och samarbetsförmåga.
Helhetsintrycket skall vara en smidig, livlig hund av hög klass, som ger intryck av förmåga till outtröttligt arbete.
En kelpie är mycket arbetsvillig och trivs bäst när den får någon uppgift att lösa.
Som alternativ till bruksprov kan kelpien meritera sig på vallhundsprov för högre utmärkelser på hundutställning.

## Utseende
Australian kelpie skall ha hård muskelkondition kombinerad med stor smidighet i lemmarna. Den skall vara fri från varje antydan till spinkighet.